# Georg Gravenhorst
Georg Robert Franz Curt Gravenhorst (* 21. Mai 1883 in Halle (Saale); † 1967 in München) war ein deutscher Ministerialbeamter und Versicherungsmanager.

## Leben
Nach dem Abitur am Stadtgymnasium in Halle studierte Georg Gravenhorst an den Universitäten Halle und München Rechtswissenschaften. 1902 wurde er Mitglied des Corps Franconia München. 1905 legte er das Gerichtsreferendarexamen ab. 1906 wurde er in Halle zum Dr. jur. promoviert. Nach dem Assessorexamen war er von 1910 bis 1912 Hilfsarbeiter beim Preußischen Oberverwaltungsgericht in Berlin. Von 1912 bis 1918 war er als Regierungsassessor und später Regierungsrat in Lüneburg und von 1918 bis 1920 als Regierungsrat in Königsberg tätig. Von 1919 bis 1920 hatte er an der Universität Königsberg einen Lehrauftrag für Verwaltungsrecht inne.
Von 1921 bis 1926 war Gravenhorst Regierungsrat, Oberregierungsrat und zuletzt Ministerialrat im Reichsfinanzministerium. Anschließend fingierte er bis 1928 als Senatspräsident im Reichsversicherungsamt. Ab 1928 war er Direktor der Großhandels- und Lagerei-Berufsgenossenschaft in Berlin und ab 1948 in Mannheim. Neben seinen Verwaltungs- und Leitungsaufgaben verfasste er zahlreiche Artikel zu staats- und verwaltungsrechtlichen Themen.
Gravenhorst war mit der schlesischen Schriftstellerin Traud Gravenhorst, geborene Nerlich (1892–1968) verheiratet.

## Schriften
- Betrachtungen aus der Lehre vom Konflikt, 1907
- Der sogenannte Konflikt bei gerichtlicher Verfolgung von Beamten, 1908
- Konflikt, Kunstschulen, Museen und Wohnsitz In: Handwörterbuch des Staats- und Verwaltungsrechts
- Die Stellung des Reichsversicherungsamtes und des Reichsversorgungsgerichtes, 1930